# Thyene radialis
Thyene radialis là một loài nhện trong họ Salticidae.
Loài này thuộc chi Thyene. Thyene radialis được Xie & Peng miêu tả năm 1995.